# Giusvalla

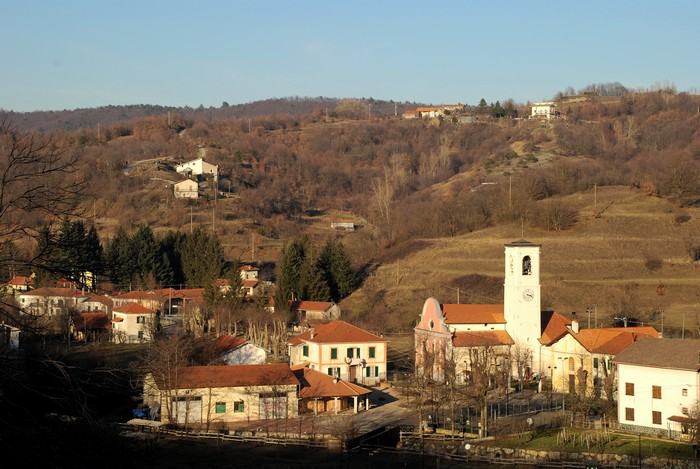
Giusvalla

Giusvalla liegt in Ligurien, 474 Meter über dem Meeresspiegel, in der Provinz Savona.
Bis zum Mittelmeer sind es etwa 30 km. Die Gemeinde hat eine Fläche von 19 km² und 396 Einwohner (Stand 31. Dezember 2023). Oberhalb des Ortes steht die Ruine eines ehemals prächtigen Schlosses, aus dem Jahr 1142 n. Chr. Die Landschaft besteht aus einer Mischung von Ackerland und Wald.